# Vallée d'Aulps
 (décembre 2016).
La vallée d'Aulps, appelée aussi Val d'Aulps ou encore vallée de Morzine, est une petite région naturelle du Chablais français, constituée par le bassin versant de la Dranse de Morzine. Il s'étend sur environ 25 km de Morzine jusqu'à La Vernaz.

## Géographie

### Situation
La majeure partie du territoire est constituée de la vallée de la Dranse de Morzine et des montagnes environnantes dominées par le roc d'Enfer (2 244 m), la pointe de Nantaux (2 170 m), les Hauts-Forts (2 466 m) et la pointe de Nant-Golon (2 090 m).
La petite région naturelle est délimitée au nord par l'étroit de Bioge, où se trouve en aval la confluence de vallées qui forme un trident (dranses d'Abondance, de Morzine, et de Bellevaux) et une gorge difficile d'accès depuis Thonon. La partie sud est délimitée par le col de Joux Plane et la pointe de Nant-Golon. Les massifs montagneux de l'est et de l'ouest sont difficilement franchissables, uniquement par sentiers.

### Organisation communale
La vallée d'Aulps s'organise autour des communes de l'ancien canton du Biot, dans le département de la Haute-Savoie, en région Auvergne-Rhône-Alpes. Elle comprend en plus la commune de La Côte-d'Arbroz (ancien canton de Taninges). Depuis 2014, toutes les communes appartiennent au canton d'Évian-les-Bains.
- La Baume (228 hab.)
- Le Biot (340 hab.), station de ski Drouzin-Le Mont au col du Corbier, fermée en 2012
- Essert-Romand (353 hab.)
- La Forclaz (195 hab.)
- Les Gets station de ski et station d'été
- Montriond (769 hab.), station de ski et station d'été
- Morzine (2 948 hab.), station de ski et station d'été
- Saint-Jean-d'Aulps (1 022 hab.), station de ski
- Seytroux (285 hab.)
- La Vernaz (217 hab.)
- La Côte-d'Arbroz (canton de Taninges) (176 hab.)

### Accès
Par la route depuis Genève (Suisse) et Thonon-les-Bains, au nord-ouest, deTaninges par Les Gets, au sud-ouest et de Samoëns, par le col de Joux-Plane, au sud-est.

## Histoire

### Période médiévale
Les différentes paroisses de la vallée relèvent, au cours de la période médiévale, de différents droits seigneuriaux, de la maison de Savoie, mais également la maison de Faucigny. Le Biot dépend sans conteste des Savoie, tandis que Saint-Jean relèverait des Faucigny.
L'abbaye d'Aulps serait fondée vers l'an 1090, par des moines en provenance de l'abbaye de Molesme,, sur des terrains appartenant au comte Humbert II. Les terrains sont tenus en fiefs par la famille de Rovéréa ou Rovorée ainsi que la famille d'Allinges.

### Période contemporaine
La cluse de Morzine est désenclavée vers la fin du XIXe siècle par la construction d'une voie carrossable en provenance du nord.

## Économie
- Agriculture de montagne : élevage, fromages, fourrage, miel
- Tourisme rural
- Artisanat

Le tourisme apparaît dans la vallée en début du XXe siècle avec le développement la villégiature en période estivale, puis le développement du ski à partir des années 1940. Cinq stations de sports d'hiver sont aménagées sur les hauteurs et les pentes de la vallée : Saint-Jean-d'Aulps, Montriond, Morzine, Avoriaz et Les Gets. La station située au col du Corbier, Drouzin-Le Mont (Le Biot), a définitivement fermé en 2012. La capacité d'accueil (infrastructures marchandes et non marchandes), pour les cinq communes, est estimée à un peu plus de 56 390 lits, en 2016. La capacité strictement touristique (marchande) est estimée à environ 18 470 lits.
Saint-Jean-d'Aulps, Montriond, Morzine-Avoriaz et Les Gets appartiennent au grand domaine skiable des Portes du Soleil.